# Гераса
Гераса — античне місто у Зайорданні, яке передувало сучасному Джерашу. Знаходиться за три з половиною десятки кілометрів на північ від столиці Йорданії Амману.

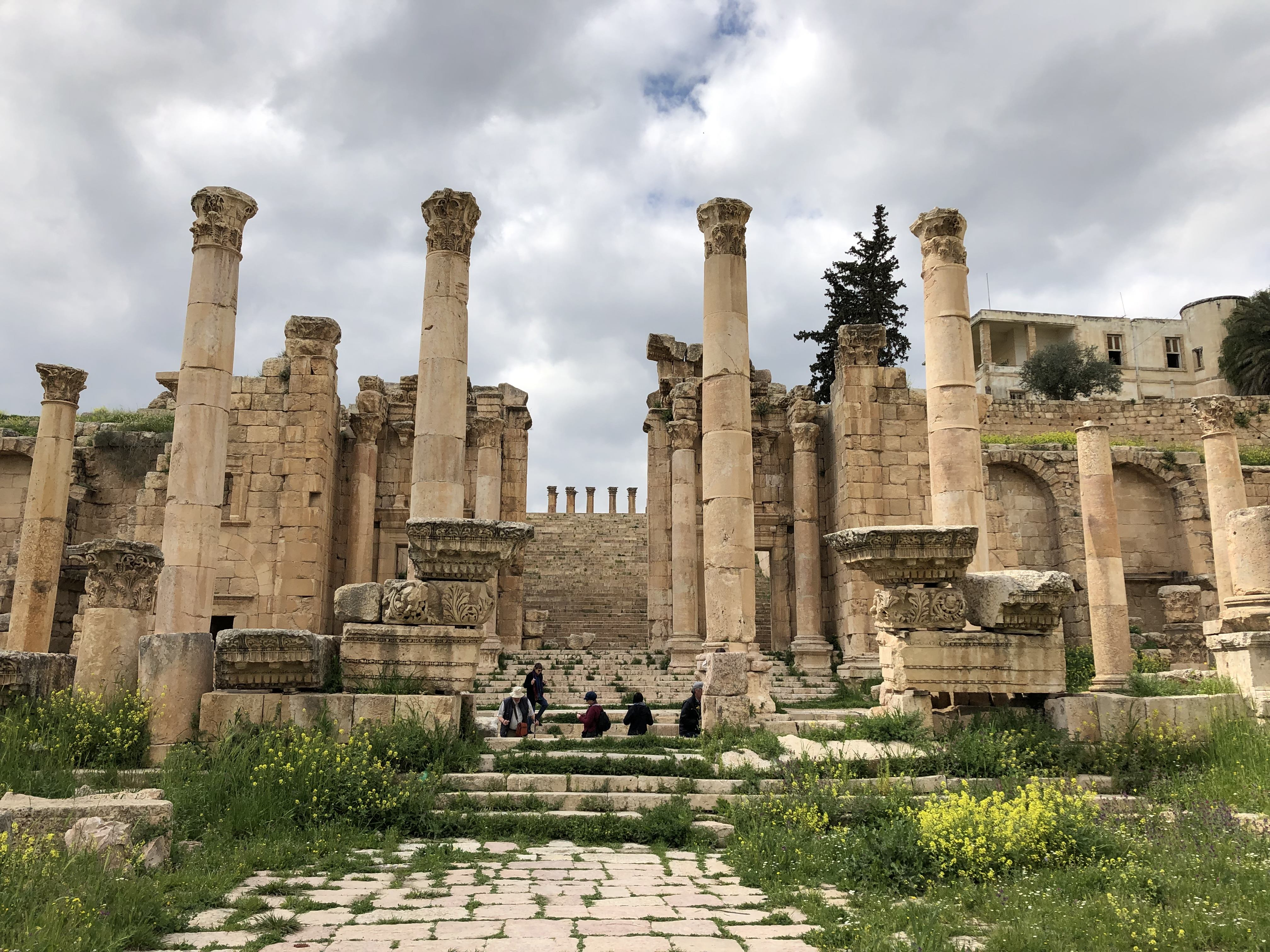
Пропілеї Храму Артеміди

## Історія міста

### Заснування та боротьба з Хасмонеями
Після завоювання імперії Ахеменідів Александром Македонським у Зайорданні виник цілий ряд елліністичних міст. Карбовані у пізній період (правління імператорів Септимія Севера та Елагабала) герасенські монети містять зображення цього великого завойовника та стверджують, що саме він був фундатором міста. Втім, офіційна грецька назва поселення – «Антиохія-на-Хрисорроасі, колишня Гераса» – дозволяє з достатнім рівнем впевненості відносити заснування тут елліністичного полісу на період після захоплення Зайордання сирійськими Селевкідами, котрі відвоювали ці землі у єгипетських Птолемеїв в 200 році до н.е. Найімовірніше, це відбулось за правління Антиоха IV Епіфана (175-164 рр. до н.е.), причому на той момент тут вже існувало достатньо значне поселення, щоб його назва була включена до зазначеної вище формули. Воно мало семітське походження, та, у відповідності до знайденого набатейського напису 1 століття до н.е., носило найменування Гаршу.  

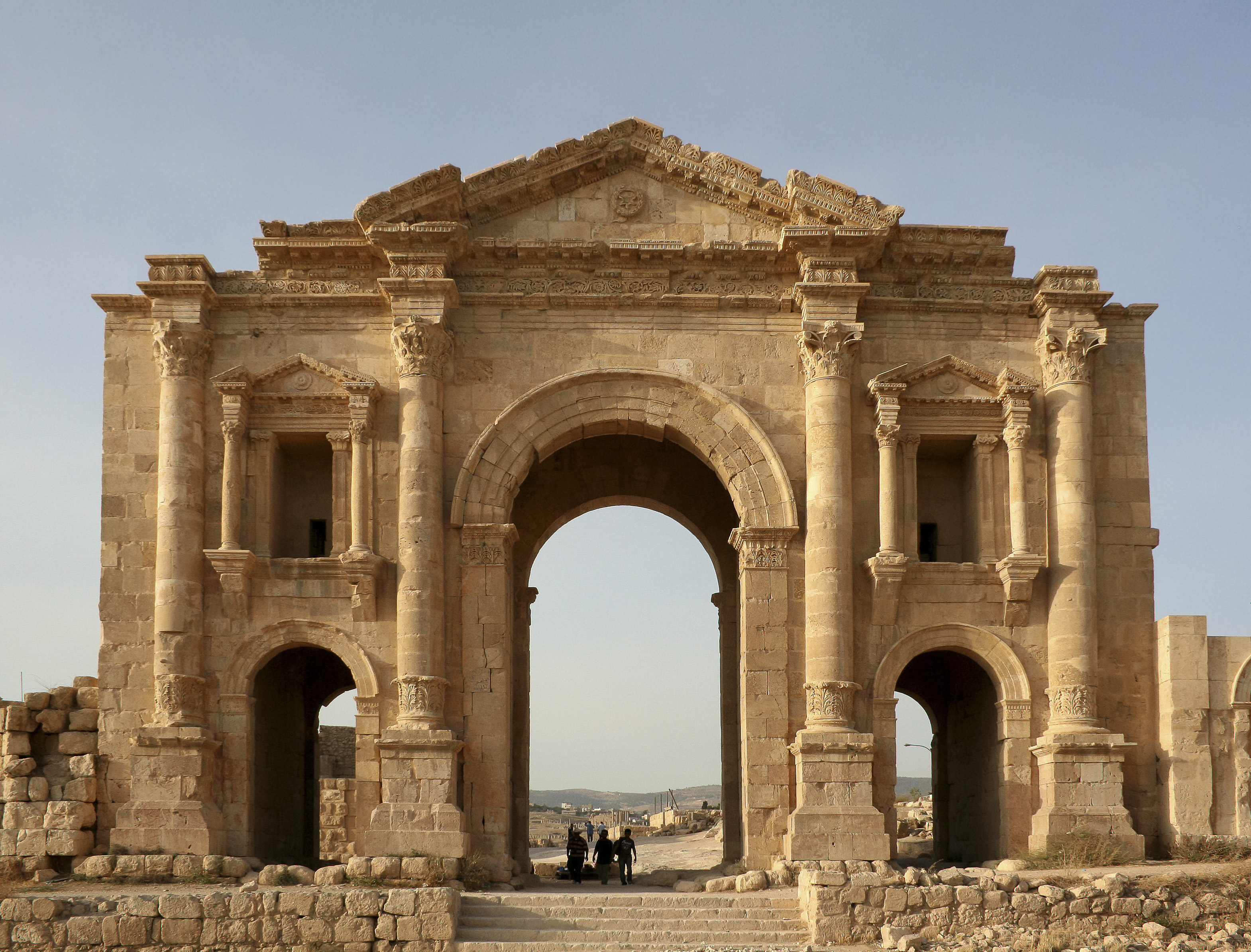
Арка Адріана

Всього за кілька десятків років після появи Антиохії-на-Хрисорроасі для неї, які і для всіх елліністичних міст Палестини, намітилась серйозна загроза. Стрімко слабнуча держава Селевкідів не змогла втримати контролю над Юдеєю, котра під проводом Хасмонеїв почала відвойовувати свої старовинні землі. До кінця 2 століття до н.е. ця боротьба протікала майже виключно на захід від Йордану (за виключенням захоплення Йохананом Гірканом Мадаби – поселення за шість десятків кілометрів на південь від Гераси, у землях Філадельфії). Зате у першій чверті наступного століття юдейський цар Александр Яннай зробив Зайордання одним з головних фронтів тієї війни. Не без складнощів йому вдалось зруйнувати фортецю Амафунт, котра розташовувалась на східному березі Йордану на захід від Гераси та належала філадельфійському тирану Теодору (вважається, що останній також мав під своєю владою і герасенців). Потім Александра відволікла шестирічна громадянська війна, проте у другій половині 80-х років до н.е. він повернувся і зруйнував місто Пела – велике еліністичне поселення північно-західніше Гераси. За цим черговим кроком був успішний похід на Діон, розташований на північ від земель герасенців.

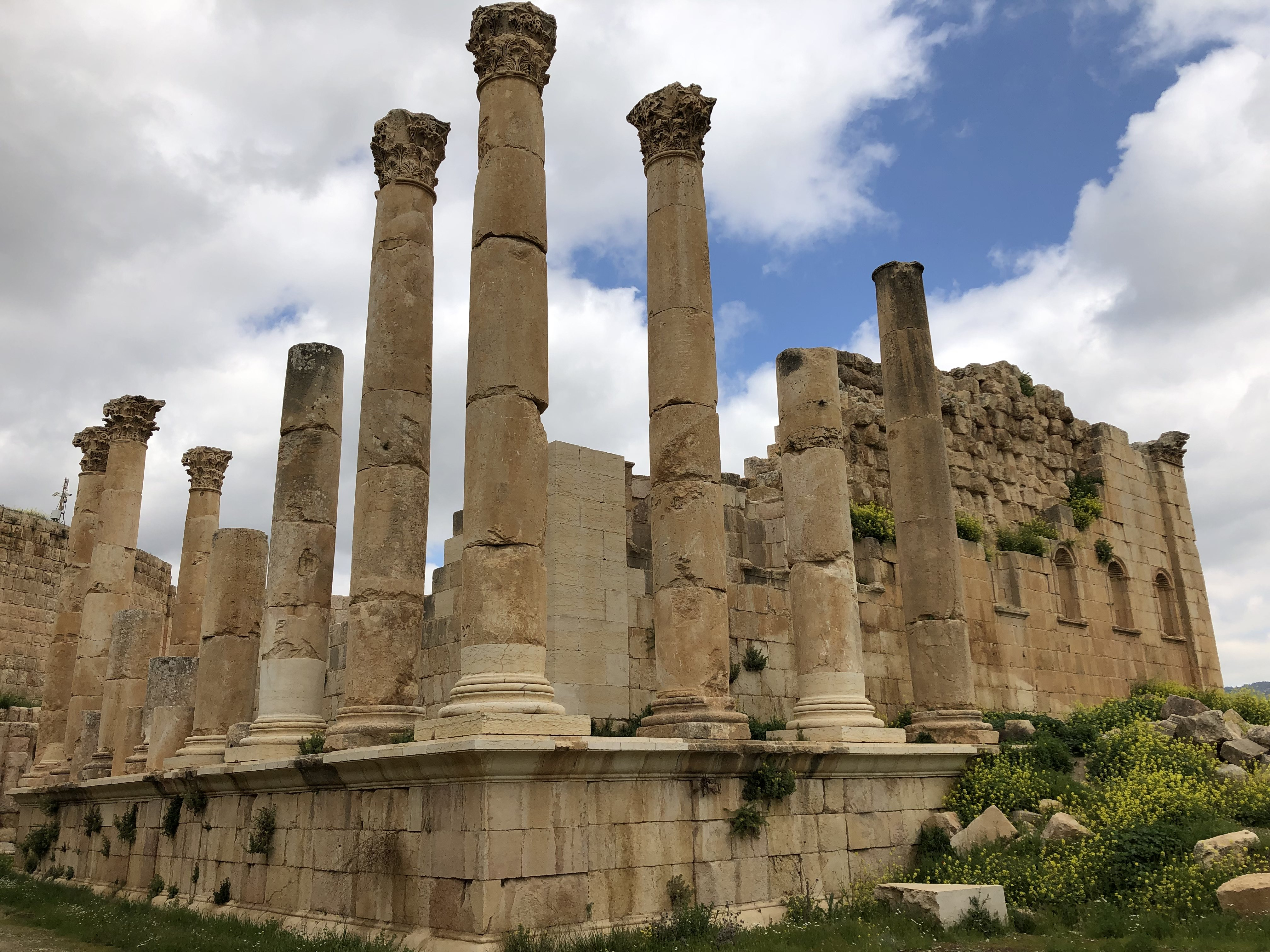
Храм Зевса

На жаль, наступний (та найбільш цікавий з точки зору історії Гераси) крок Янная достеменно невідомий, оскільки історик Йосип Флавій (завдяки якому до нас взагалі дійшли відомості про війни цього юдейського правителя) наводить дві різні версії подій. У «Юдейській війні» він пише, що “Александр ... маючи жагу до скарбів Теодора вирушив до Гераси, обвів її потрійним валом та узяв місто штурмом» (але при цьому не згадує Герасу у розміщеному далі переліку міст, котрі в подальшому римляни вивели з-під влади юдеїв та віддали попереднім мешканцям). Тоді як у «Юдейських старожитностях» Йосип зазначає, що «Александр ... пішов на Весу, де в той час знаходились головні скарби Зенона [батька Теодора]. Оточивши це місто потрійною стіною, він оволодів ним», після чого згадує у переліку завоювань Янная серед іншого «моавітське місто Ессевон» (але не каже нічого про Герасу). Без сумніву, мова йде про одне й те саме захоплене місто, тільки в одному випадку це Гераса, а в іншому – Есса (Веса, Себонітіс, Хешбон), розташована південніше від Філадельфії у напрямку земель колишнього Моаву. Прояснити ситуацію могло б, наприклад, віднайдення при розкопках Гераси слідів руйнувань (пожеж), котрі відносились би до першої половини 1 століття до н.е. (такі сліди, зокрема, існують у згаданій вище Пелі), проте наразі їх не виявлено. Як наслідок, одні дослідники вважають Герасу захопленою Яннаєм, тоді як інші не погоджуються з цим.
У 76 р. до н.е. Яннай помер при облозі фортеці Рагава, котра знаходилась на землях герасенців. За цим Рагава все-таки була здобута дружиною покійного царя, проте подальші завоювання Хасмонеїв припинились через внутрішні чвари, а вже у 64/63 р. до н.е. сюди прибули римляни під провідництвом Помпея. Він включив елліністичні міста Зайордання до складу нової римської провінції Сирія, об’єднавши їх при цьому під назвою Десятиграддя. Гераса стала одним з епонімних міст останнього та, на знак подяки за позбавлення від юдейської загрози, започаткувала нову еру свого літочислення – помпейську, з початком відліку у 64/63 р. до н.е.

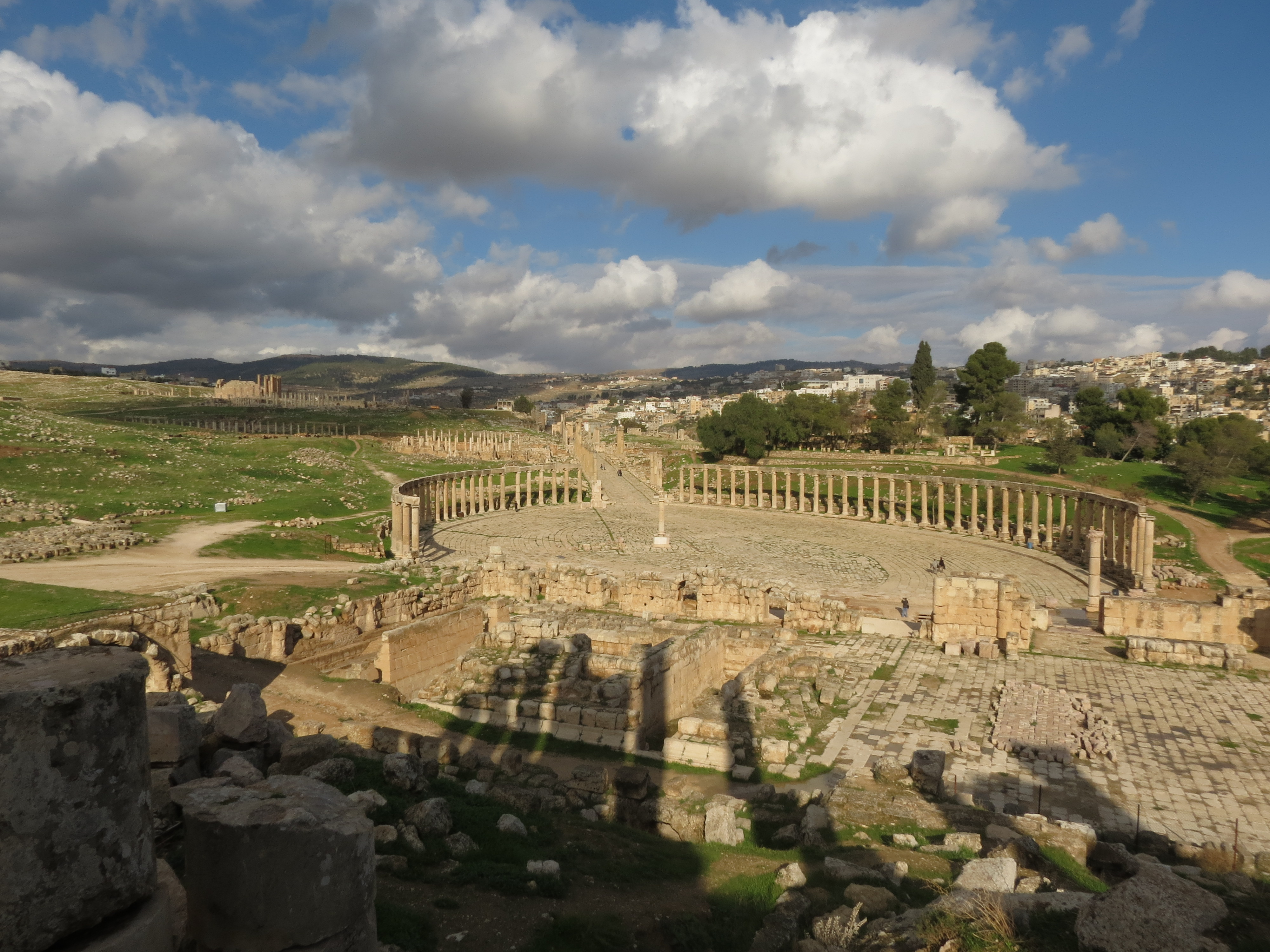
Овальна площа

### Розквіт під владою Риму
На початку юдейської війни 66-73 років повсталі «спустошили сирійські селища та розташовані поблизу кордону міста: Філадельфію, Себонітіс, Герасу, Пелу та Скифополь». При цьому щодо Гераси мова навряд чи йшла про захоплення самого населеного пункту, оскільки майже одразу Йосип Флавій зазначає, що у розгорнувшихся у відповідь репресіях «герасенці теж не завдавали шкоди залишившимся у них юдеям, а тих, хто за власним бажанням покидав місто, вони навіть проводжали до самого кордону».

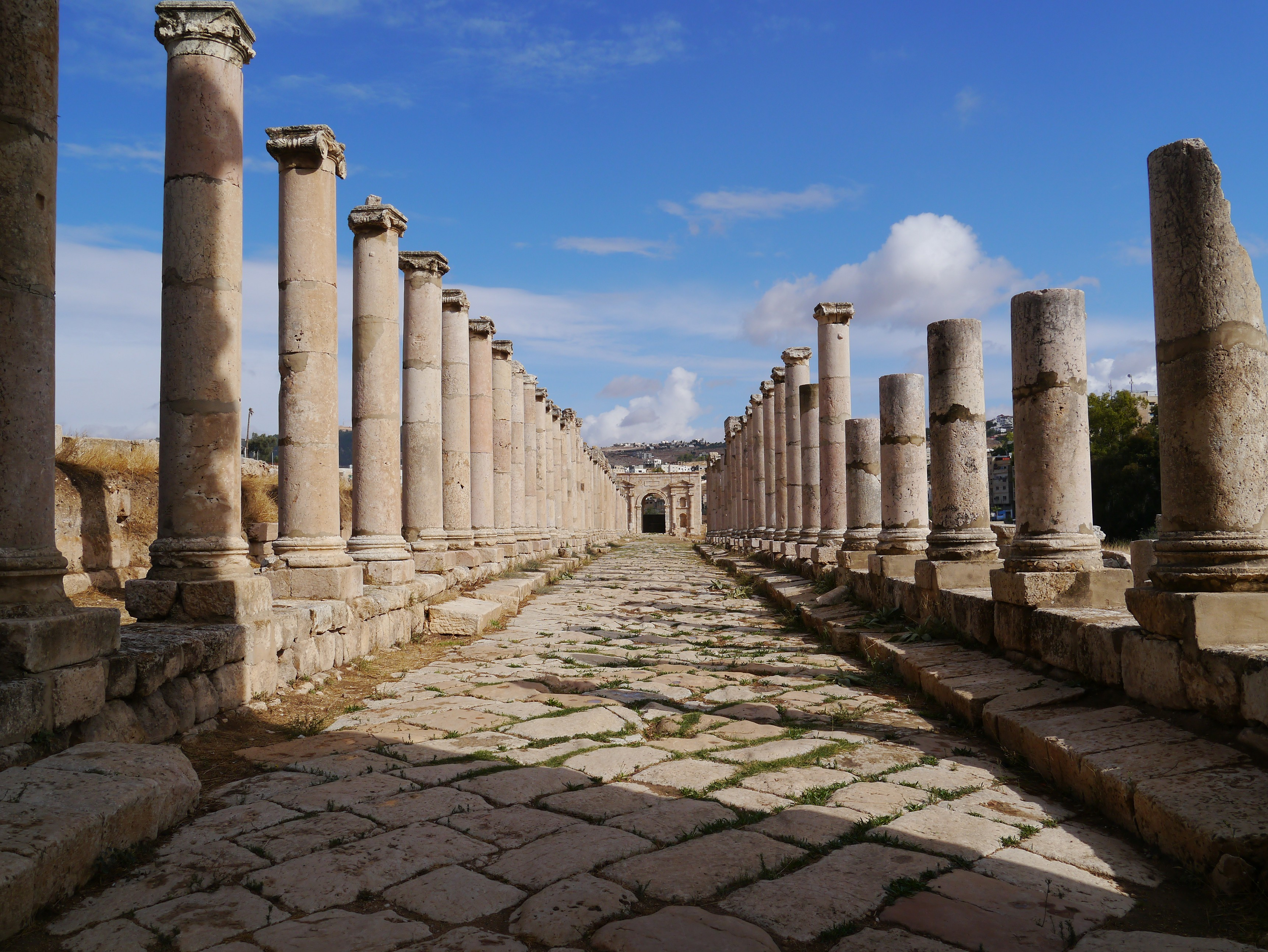
Одна із секцій кардо

У 106 році імператор Траян анексував Набатейське царство та створив на його основі провінцію Аравія, до складу якої передали Герасу (а також ще два міста зі складу тепер вже колишнього Декаполісу – Філадельфію та Канату). Як наслідок, у написах герасенців почали зустрічатись присвяти на честь губернаторів Аравії, котрі, зокрема, мали відношення до спорудження північних воріт (Клавдій Север), мацеллуму (Тиберій Юлій Юліан Александр) та пропілеїв Храму Артеміди (Луцій Аттидій Корнеліан). Виявлено також напис від 125/126 р. н.е., яким мешканці міста висловлюють подяку Тиберію Юлію Юліану Александру за відновлення громадянського спокою у Герасі (на жаль, нічого більш детального про ці заворушення невідомо).
А в 130-му місто відвідав імператор Адріан, котрий в середині свого правління здійснив багаторічну поїздку по східним провінціям Риму. Наслідком цього стали численні монументи, споруджені містами, котрим випала честь приймати в себе повелителя. Не залишилась осторонь і Гераса, яка звела монументальну трипрольотну арку Адріана. Місце для неї обрали за межами міських укріплень, на кілька сотень метрів південніше від Південних воріт – ймовірно, з розрахунку на подальше розширення Гераси, чого втім так і не відбулось.  

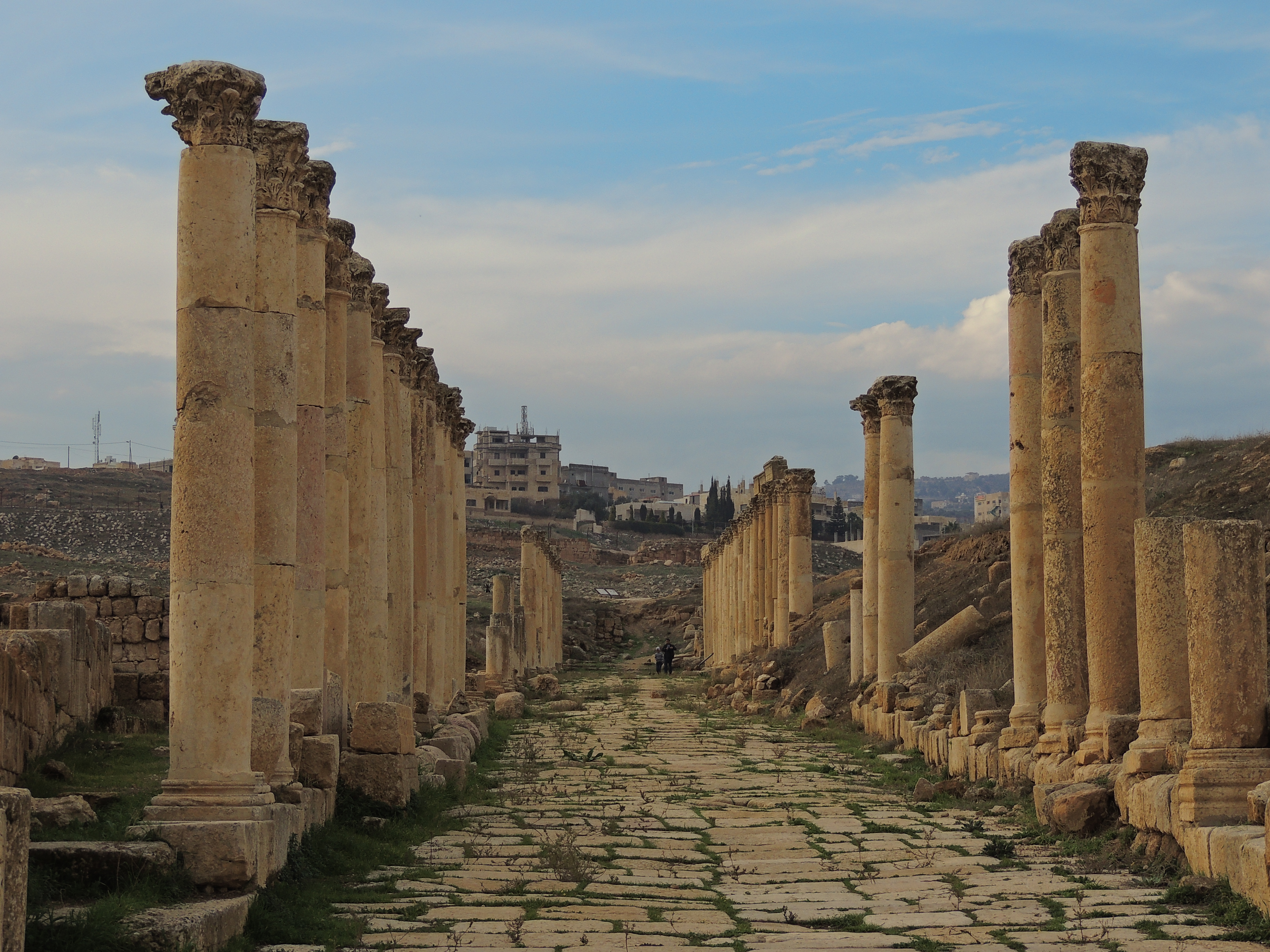
Колонада південного декуманусу

Підстави ж очікувати на розширення у герасенців були. Розквіт римської імперії, який тривав до середини 3 ст. н. е., вкрай позитивно відбився на Зайорданні. Розташовані тут міста отримували зиск від караванної торгівлі зі сходом, масштаби якої визначались попитом з боку багатої держави, котра охопила та замирила все Середземномор'я. Хоча Гераса залишилась дещо осторонь прокладеної на початку  століття дороги Via Traiana Nova (з’єднала Червоне море із Філадельфією та Босрою), проте через місто проходив шлях від Філадельфії на Пелу та далі до середземноморських портів Птолемаїда і Кесарія (ця дорога, ймовірно, була облаштована римлянами ще при Флавіях та реконструйована невдовзі після утворення провінції Аравія). Крім того, в 120 році проклали римську дорогу на Адраа, звідки шлях вів далі на Дамаск. Як наслідок, місто багатіло, зводило численні монументальні споруди та карбувало власну монету. Останнє вперше зафіксували при Нероні, проте основний період випуску грошей припав на період від Адріана до Елагабала.

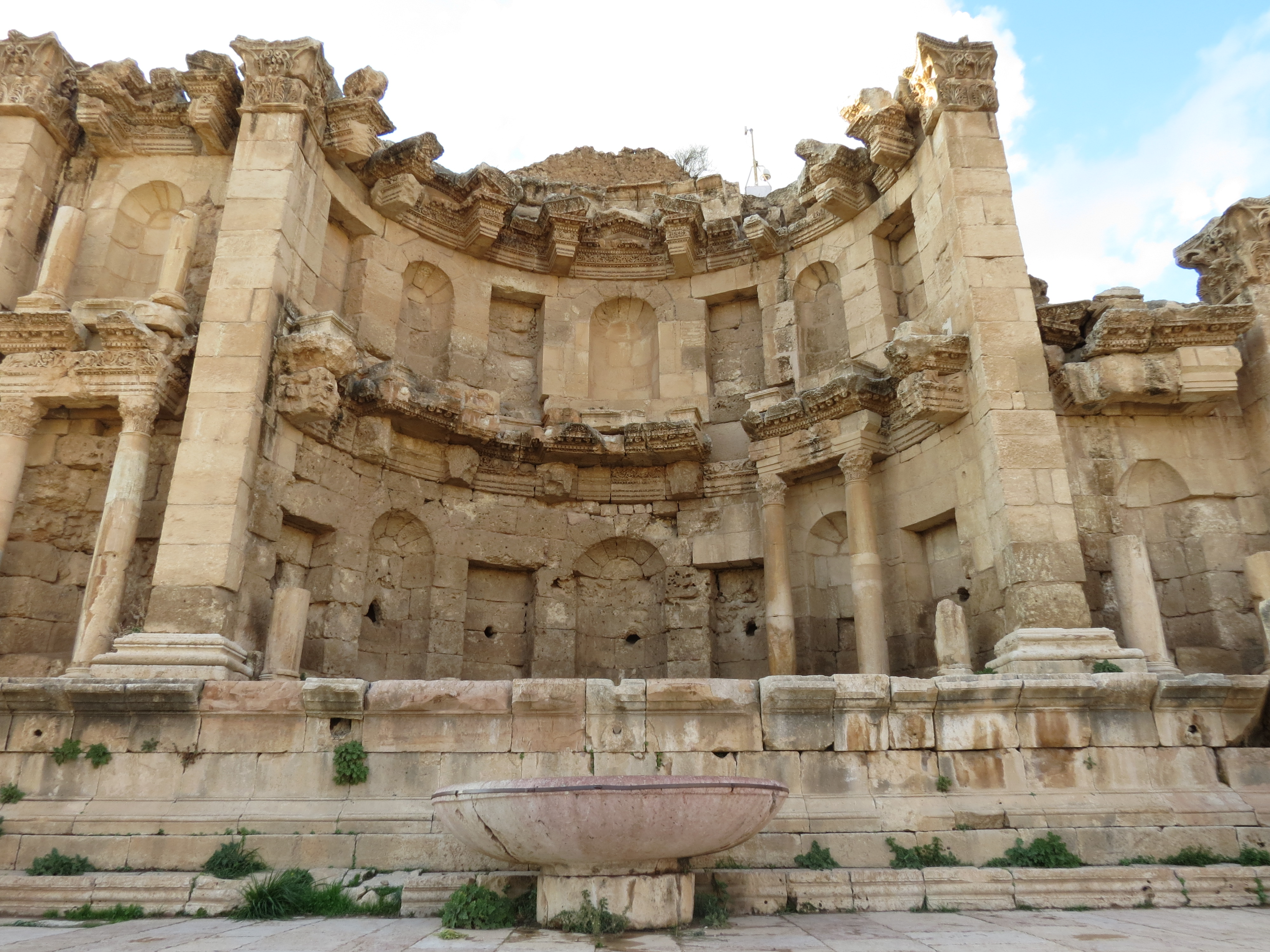
Німфей

Чисельність населення Гераси (без урахування підлеглої сільськогосподарської округи) станом на 175 р. н.е. оцінюють від 10 до 25 тисяч осіб. У місті існувало дві основні групи мешканців, одна з яких продовжувала стару семітську традицію та використовувала назву «Гераса», тоді як інша мала елліністичний світогляд та віддавала перевагу згаданій на початку формулі «Антиохія-на-Хрисорроасі, колишня Гераса». При цьому відбувалось одночасне карбування монет з обома формулами, а групи конкурували у пишності головних святилищ – семітська розвивала комплекс Храму Артеміди (ідентифікувавши під цим іменем якусь місцеву східну богиню), тоді як їх суперники розбудовували Храм Зевса. Серед інших богів, котрим поклонялись герасенці, можна згадати Геру та Пакейдаса («охоронця, захисника» - це ім’я, ймовірно, було еллінізацією якогось арабського бога). У підсумку ж на період правління Елагабала (218-222) або семітська община отримала первагу в місті, або це суперництво стихло.  
Припускають, що саме при Елагабалі Гераса отримала почесний статус римської колонії та найменування Aurealia Antoniniana. Втім, на думку різних дослідників це також може відноситись до правління Каракалли (211-217) або Марка Аврелія Антоніна (161-180 рр.)

### Занепад міста

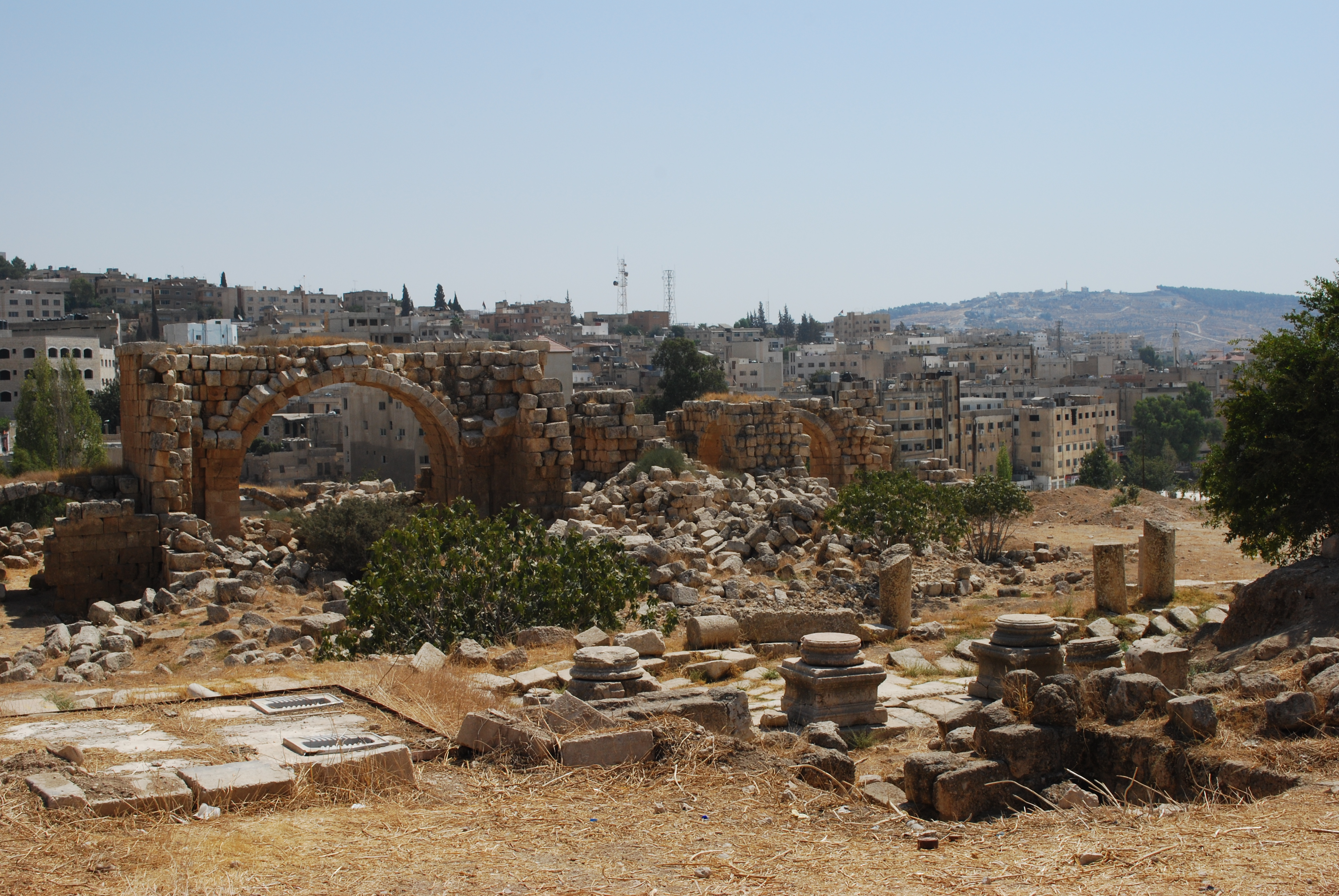
Залишки Західних лазень. На передньому плані видно бази та уламки колон портиків, котрі оточували внутрішній двір лазень

Криза Римської імперії у середині 3 століття (яка на сході супроводжувалась вторгненням персів у Сирію) суттєво підірвала благополуччя жителів Зайордання. У цей період практично припинилось зведення герасенцями монументальних споруд, так, на 3 ст. припадає поява лише великих лазень у східній частині міста та спорудження за його межами у Біркетейні театру для проведення фестивалів. 
Адміністративна реформа Діоклетіана (біля 290 року) не зачепила Герасу, котра і в 6 столітті залишалась у складі провінції Аравія. Зате сила та стабільність, повернута на певний час Діоклетіаном імперії, сприяла певному відновленню міста, що засвідчують ознаки відновлювальних робіт на окремих спорудах.

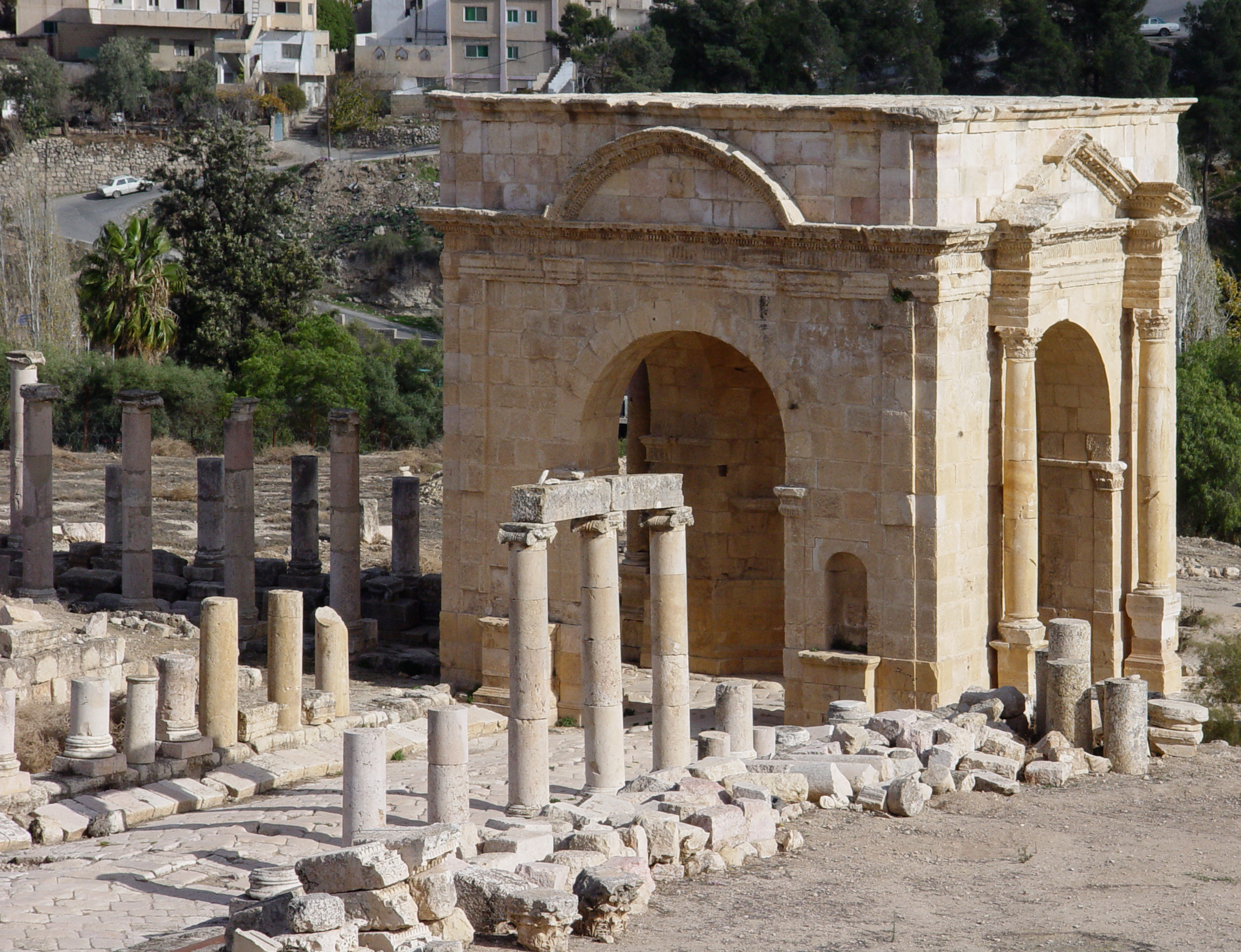
Північний тетрапілон

У 4 столітті в Герасі поширилось християнство та з'явилась єпископська кафедра. Відомо, що в 359 році єпископ Ексересій (Exeresius) приймав у часть у Селевкійському соборі. Пізніше, в 451-му, герасенський єпископ був учасником Халкедонського собору. На кінець 6 століття в місті було півтора десятка християнських церков, при зведенні яких активно використовували частини існуючих споруд чи матеріал з них.
Велась у візантійський період і певна цивільна будівельна активність. Так, в 454-455 спорудили лазні Плаккія. У тому ж столітті неподалік з'явилась затишна площа з фонтаном. Втім, до колишнього розквіту місту було далеко. Численні монументальні споруди занедбали або перетворили на ремеслені зони (наприклад, мацеллум чи Північний театр), припинились колишні забіги на іподромі, який перебудували на невеликий амфітеатр. Зруйнований землетрусом у 6 столітті північний міст так і не відновили. Археологи виявили сліди руйнувань і на інших спорудах – чи то внаслідок вторгнення персів у 614 році, чи через землетрус 631/632 років.
У підсумку в 630-х Гераса потрапила під владу арабських завойовників та стала іменуватись Джерашем. Після 16 століття руїни міста були остаточно закинуті,  що зберегло їх для сьогодення. Наразі розкопаний та відновлений ансамбль споруд Гераси є одним з найкращих серед існуючих взірців античних міст.

## План міста та туристичні споруди Гераси

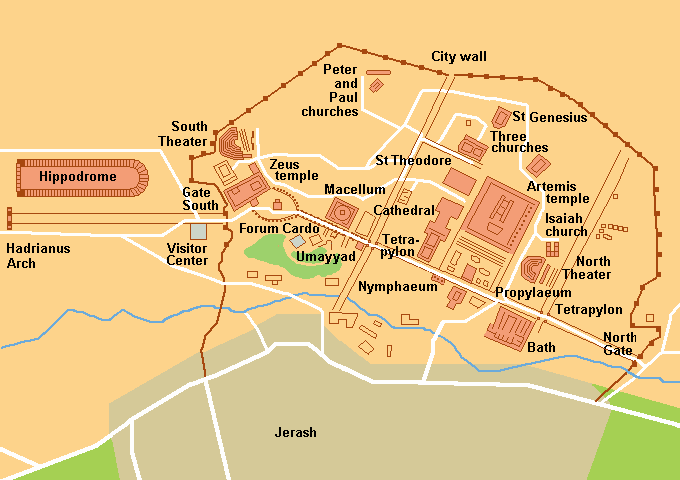
Карта Гераси (північ праворуч)

Гераса розташовувалась по обох берегах Хрисорроасу («золотого потоку»), правого допливу Яббоку. В районі міста ця річечка тече у південному напрямку, ділячи його територію приблизно навпіл. Східну частину займала переважно житлова та господарська забудова, котра до того ж майже повністю скрита під сучасним Джерашем – наразі тут розкопані лише залишки церкви Прокопія та східні лазні. В останніх збереглись доволі суттєві залишки стін та арок,  при цьому у другій половині 2010-х на території лазень продовжувались активні археологічні дослідження. Під час них в одному з басейнів знайшли 27 скульптур, скиданих туди у візантійський період в межах підготовки для знищення (переробки). Серед них були гігантські зображення Афродіти (із славнозвісного пентелійського мармуру) та Зевсу (із мармуру, видобутого в північній Греції) , а також скульптури муз, котрі сидять на тронах.
Оборонні стіни міста, периметр яких нараховував 3,45 км, мали більше ніж сто веж. У двох місцях вони переходили через Хрисорроас, що потребувало облаштування специфічних засобів захисту. Так, в місці виходу річки з Гераси звели дві великі башти та шлюз, пройшовши який вода падала з висоти десять метрів. Як саме захистили місце входу потоку до міста наразі нічого невідомо.

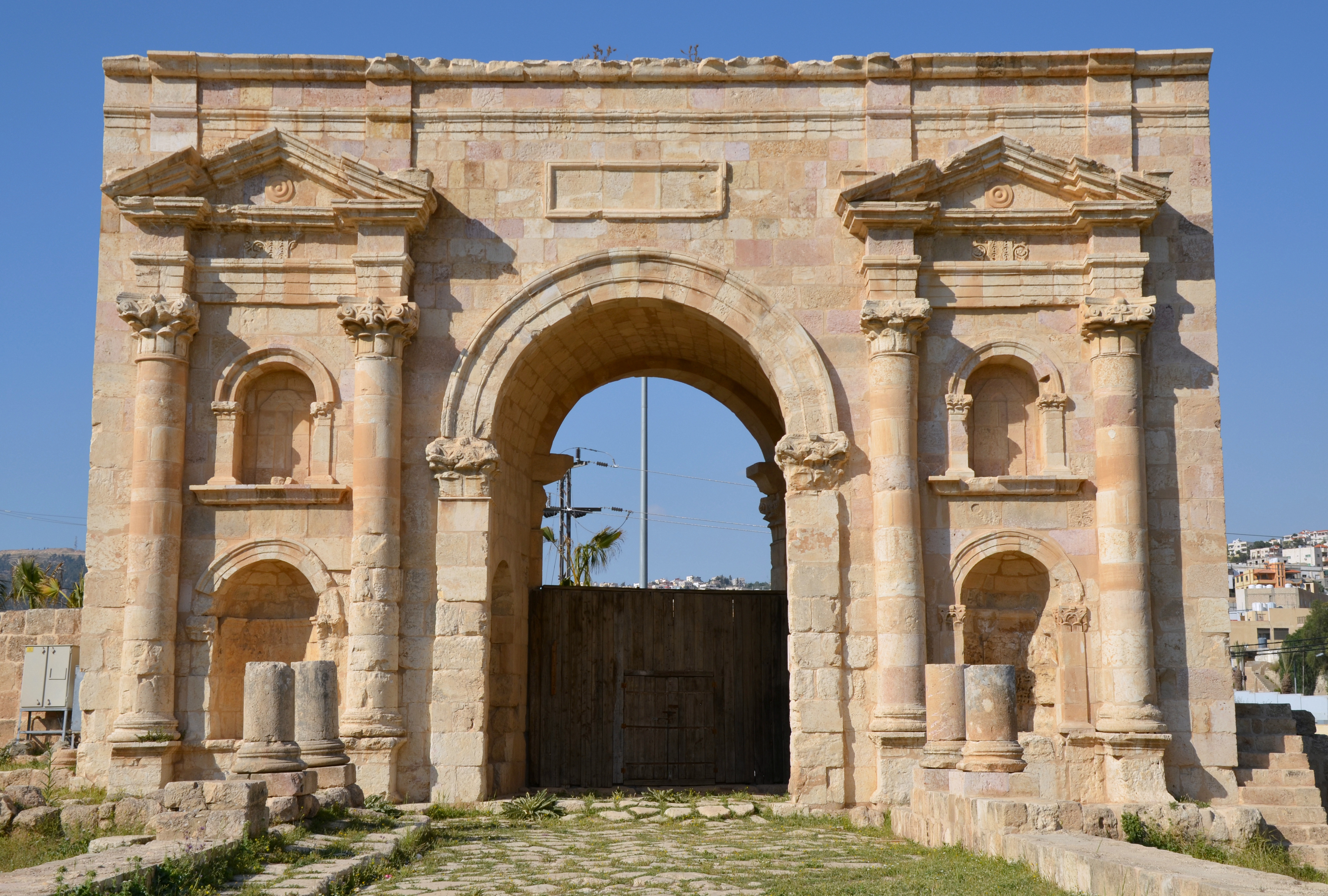
Північні ворота

У західній частині Гераси знаходився центр її суспільного та культурного життя. Відповідно, тут зосереджені майже всі монументальні споруди та наразі знаходиться основна територія розкопок (археологічного заповідника). Вхід до неї облаштували з південної сторони, де першою трапляється відвідувачам Арка Адріана. За цим вони минають іподром та Південні ворота, підходячи, таким чином, до комплексу Храма Зевса (одного з двох головних святилищ античного міста). Поряд із комплексом розташовані Південний театр та оточена колонадами площа незвичної форми, відома через це як Овальна.

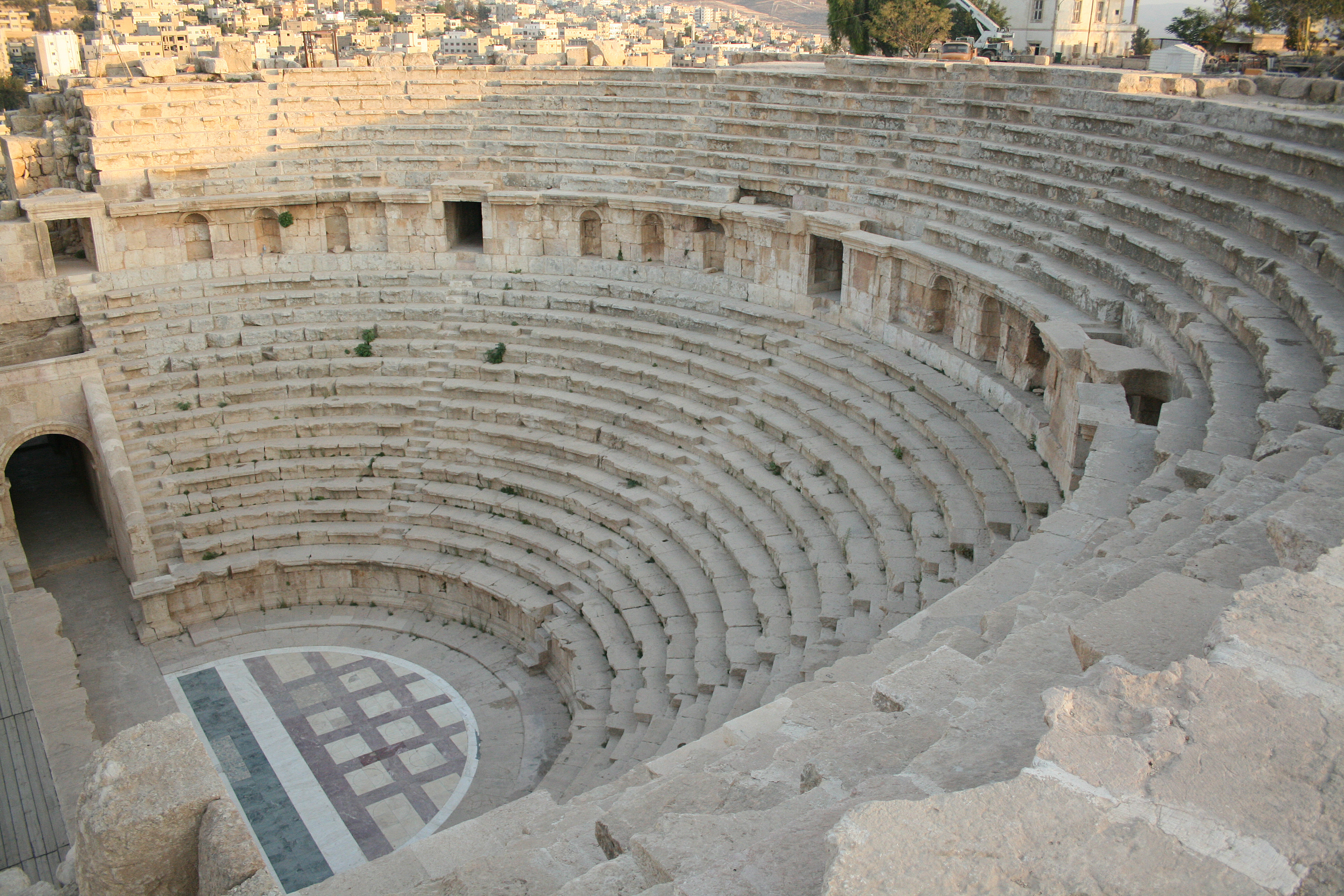
Північний театр

Від Овальної площі на північ тягнеться головна вулиця стародавнього міста, наразі відкрита для відвідування на всю свою довжину у 800 метрів. Уздовж неї збереглися великі ділянки колонад, котрі колись прикрашали цю кардо (вулиця напрямку північ-південь у містах римської імперії) та розташовані численні інші споруди. Так, при русі по кардо від Овальної площі відвідувач спершу минає розташований ліворуч мацеллум. Далі на перехресті з південним декуманусом (вулиця напрямку схід-захід) знаходяться залишки подіумів Південного тетракоініона. У стародавні часи рухаючись праворуч по цьому декуманусу можна було потрапити на південний міст, наразі ж на підході до долини річки прохід перекриває огорожа основної території розкопок (відвідати відновлений міст можливо лише покинувши її). 

Храм Артеміди

За сотню метрів на північ від тетракоініона ліворуч знаходяться пропілеї (парадний вхід) колишнього храму Діоніса (котрий був зруйнований та перетворений на церкву ще у римські часи). Продовжуючи рух та поминувши розкішний німфей, відвідувач опиниться біля перетину кардо та Священної дороги до Храму Артеміди (друге головне святилище міста). Праворуч тут знаходиться Церква біля пропілеїв, апсида якої перекриває колишній прохід до північного мосту (зруйнованого землетрусом ще у візантійські часи), ліворуч же підносяться монументальні колони та ворота пропілеїв храму.

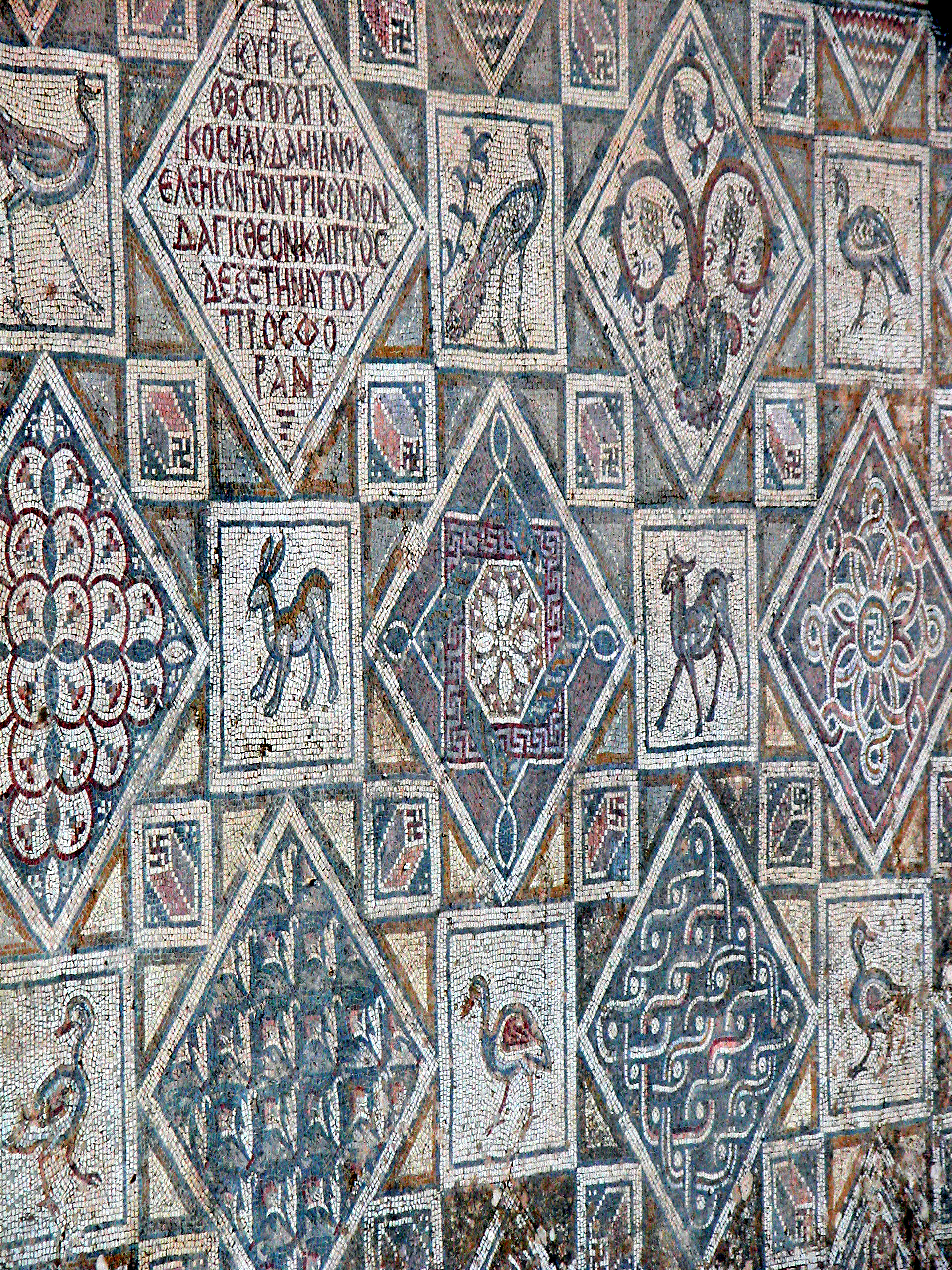
Мозаїчна підлога із церкви Козьми та Даміана

Центральний сектор кардо завершає Північний тетрапілон, котрий хоча й поступався у художньому плані загаданому вище тетракіоніону, проте наразі знаходить у набагато кращому стані. За дві з лишком сотні метрів від нього далі по вулиці знаходяться Північні ворота (станом на кінець 2010-х відносились до системи огорожі основної території розкопок, без виходу за яку могли бути оглянуті лише з внутрішньої сторони). 

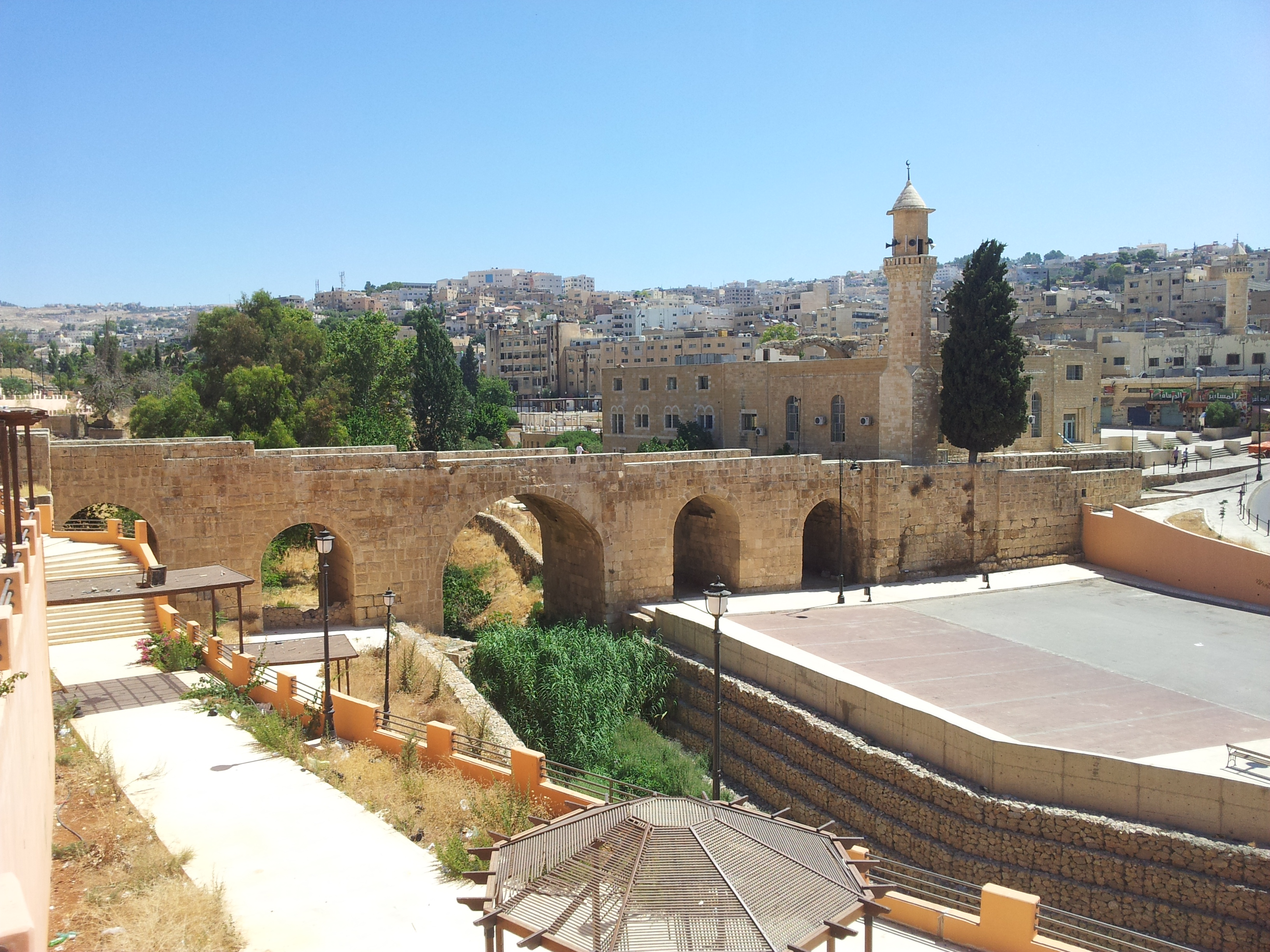
Відновлений південний міст

Рухаючись від Північного тетрапілону на захід по північному декуманусу можна невдовзі досягти площі з монументальними портиками на вході до Північного театру. Піднявшись через останній можливо відвідати залишки церкви єпископа Ісаї (від якої наразі залишились лише напольні мозаїки) або перейти до Храму Артеміди, котрий наразі є однією з «візитівок» античного міста. З південної сторони цього святилища стоять колони церкви святого Теодора, одна зі сторін якої (протилежна від входу) виходить до затишної площі з фонтаном. Повернувшись на дорогу від Храму Артеміди до Південного театру, можливо оглянути ще кілька мозаїк у залишках візантійських церков (зокрема, у церкві Козьми та Даміана).
За межами основної території розкопок окрім зазначеного вище південного мосту знаходяться кілька споруд у Біркетейні (за 1,6 км на північ від Північних воріт). Тут споруджений малий театр та великий прямокутний басейн, призначенням якого у античні часи, найімовірніше, було проведення водних вистав під час фестивалів. 